# Acropteris illiturata
Acropteris illiturata es una especie de polilla del género Acropteris, familia Uraniidae.
Fue descrita científicamente por Warren en 1897.

## Distribución
Se encuentra en Botsuana, República Democrática del Congo, Malaui, Mozambique, Namibia, Sudáfrica, Tanzania, Zambia y Zimbabue.